# Wang Ju-hsuan
Pour les articles homonymes, voir Wang (patronyme).
Wang Ju-hsuan, née le 2 octobre 1961, également connue sous le nom de Jennifer Wang, est une avocate et femme politique taïwanaise. Elle est ministre du travail de 2008 à 2012. En 2015, Wang est sélectionnée comme colistier d'Eric Chu sur la liste du Kuomintang (KMT) pour l'élection présidentielle de la République de Chine de 2016.

## Jeunesse
Wang Ju-hsuan naît le 2 octobre 1961 à Taipei et grandit dans le comté de Changhua. Elle étudie au lycée pour filles (en) de Taipei. Elle obtient sa licence en droit à l'université nationale de Taiwan en 1984 et sa maîtrise en droit à l'université catholique Fu Jen en 1988. Elle obtient ensuite son doctorat à l'université Renmin de Chine à Pékin.

## Carrière
Wang Ju-hsuan est présidente de l'Organisation nationale pour les femmes en 1994, présidente de la Fondation Awakening (en) entre 1998 et 1999, directrice exécutive de l'Association du barreau de Taipei entre  1999 et 2002 et conseillère auprès de l'Association des droits liés au genre et à la sexualité de Taiwan entre 2002 et 2008.

### Carrière politique
Wang Ju-hsuan est conseillère du maire de Taipei Chen Shui-bian entre 1996 et 1998, membre du Comité d'examen de la discrimination dans l'emploi du gouvernement de la ville de Taipei (en) entre 1996 et 2008, membre de la Commission sur la promotion des droits des femmes du Yuan exécutif entre 1998 et 2003, conseillère du gouvernement de la ville de Taipei entre 1999 et 2008, membre du Conseil consultatif présidentiel des droits de l'homme entre 2004 et 2005 et membre du Comité de surveillance de la caisse de retraite des travailleurs du Yuan exécutif entre 2007 et 2008.

#### Ministère du travail
Elle est nommée ministre du travail le 20 mai 2008. Son mandat est marqué par des politiques controversées, notamment le dépôt de poursuites contre des travailleurs licenciés, la mise en œuvre d'un système de congés sans solde et la "politique 22K", qui est critiquée pour la baisse des salaires.
Elle démissionne le 28 septembre 2012 après que sa proposition d'augmenter le salaire minimum à Taïwan ait été contestée par le premier ministre Sean Chen,. Wang Ju-hsuan est remplacée par le vice-ministre Pan Shih-wei (en).

#### Élection présidentielle de 2016

##### Liste du Kuomintang
Le 18 novembre 2015, Wang Ju-hsuan est officiellement nommée colistier du candidat présidentiel du KMT Eric Chu,.
Peu de temps après l'annonce de la candidature de Wang, des allégations font surface selon lesquelles elle a indûment profité de la spéculation immobilière sur des logements destinés à abriter des familles de militaires. Elle répond en poursuivant l'un de ses accusateurs, le législateur Tuan Yi-kang (en), pour diffamation tout en déclarant que sa famille a acheté trois biens depuis 2008. Après que d'autres allégations aient fais surface, Wang énumère ensuite cinq propriétés qu'elle et sa famille possèdent ou ont possédées tout en soulignant la légalité de ses actions. Quelques jours plus tard, Wang a révise la liste des propriétés dans lesquelles elle a investi pour inclure bien unités, et s'excuse de n'avoir "pas respecté les normes morales attendues d'elle", et s'engage à reverser les bénéfices de leurs ventes à des œuvres caritatives. L'affaire est classée sans suite en janvier 2016, les procureurs ayant décidé que Tuan avait fait des recherches adéquates pour faire connaître les allégations. Cependant, les procureurs constatent également que les allégations sont fausses et innocentent Wang Ju-hsuan de tout acte répréhensible.

##### Résultat des élections
Wang Ju-hsuan et Chu terminent terminé deuxièmes des élections du 16 janvier 2016.